# Leone Zamenhof
Leone Zamenhof (in russo: Lev, in polacco: Leon) (Varsavia, 31 ottobre 1875 – Varsavia, 7 febbraio 1934) è stato un medico ed esperantista polacco, fratello di Ludwik Lejzer Zamenhof.

## Biografia
Leone Zamenhof era un medico specializzato in malattie della gola, delle orecchie e del naso. Dapprima cittadino russo, dopo la prima guerra mondiale divenne cittadino della Polonia restaurata.
Nel 1905 fu inviato in Manciuria per servire durante la guerra russo-giapponese come medico. Nel 1906 tornò a Varsavia e iniziò la regolare pratica medica in ospedale e in privato.
Nel 1909 sposò Leokadja Warszawska, con la quale ebbe due figlie.
Leone Zamenhof scrisse molte opere, ad es. una Storia della medicina con biografie, aforismi e aneddoti (in polacco).

## Attività esperantista
Leone Zamenhof era un esperantista dal 1898. Ha partecipato a tutti gli eventi del movimento esperantista locale ed è stato fondatore della associazione esperantista "Concordia" a Varsavia. Per un certo periodo è stato vicepresidente di PES. Era membro del Lingva Komitato e corrispondente della sua Accademia per la lingua polacca, nonché collaboratore della rivista culturale Literatura Mondo. Fu inoltre redattore di Pola Esperantisto dal 1908 al 1913. Scrisse molte poesie originali in esperanto. Come libri separati sono uscite le sue traduzioni: "Aspasia" di Swietochowski; "Protesilas e Laodamia" di Wyspianski e altri.

## Galleria d'immagini

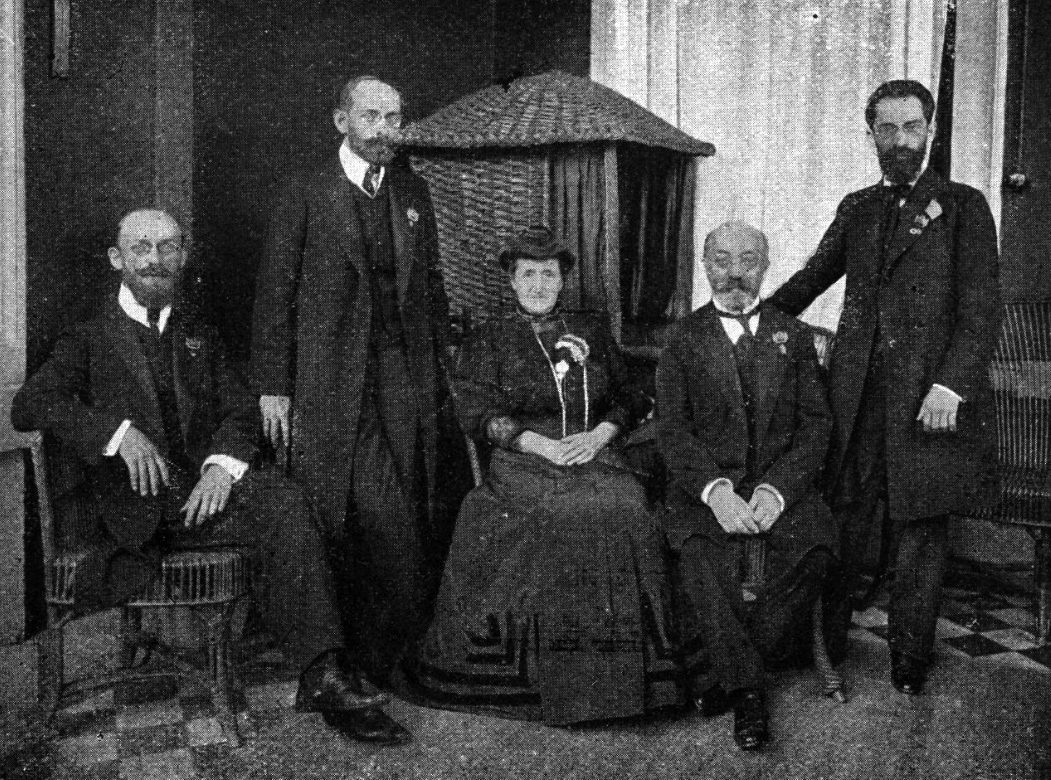
Leone Zamenhof (in piedi a sinistra) con la famiglia, 1908
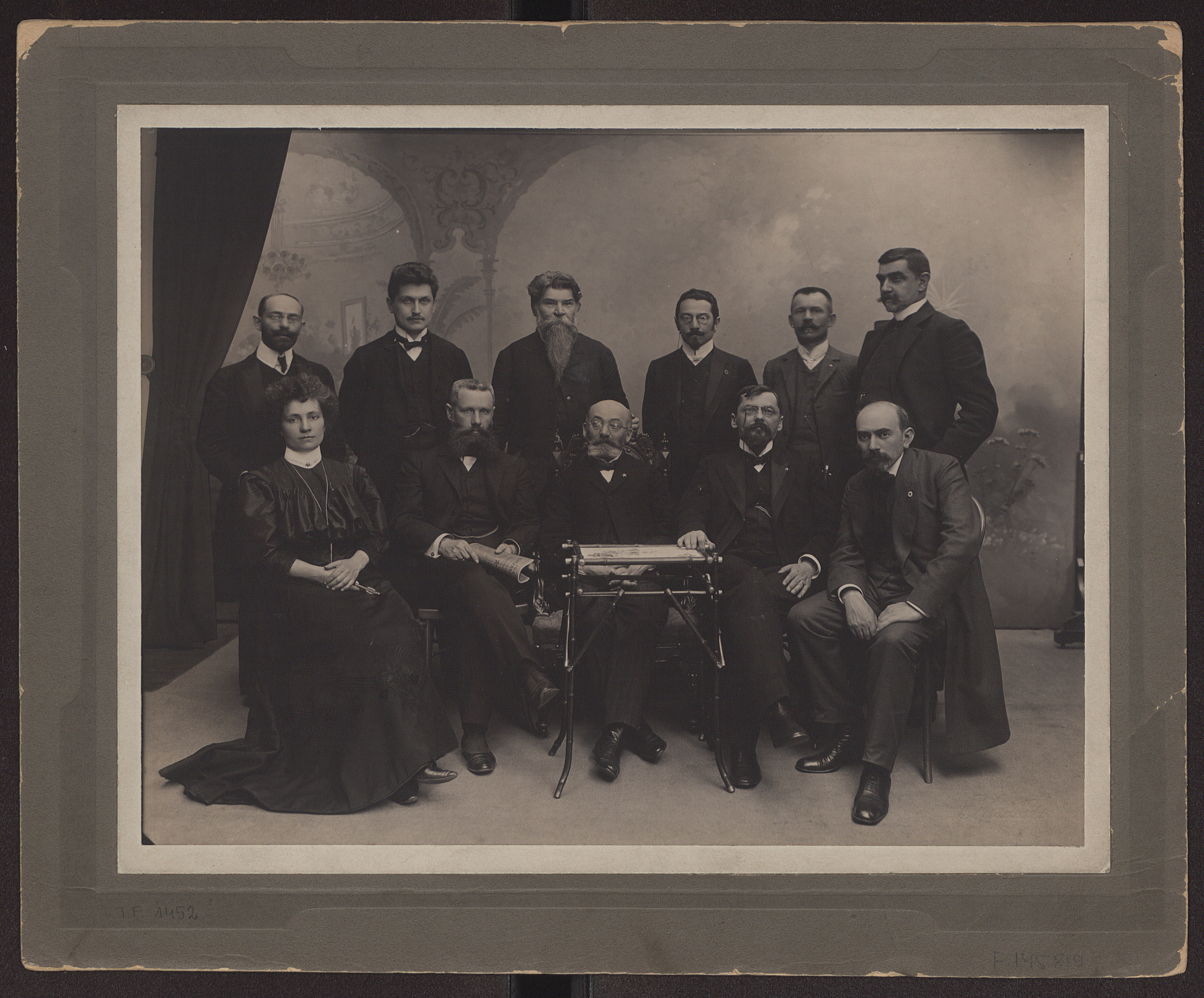
Leone Zamenhof (in piedi, il primo a sinistra) con altri esperantisti di Varsavia, 1908
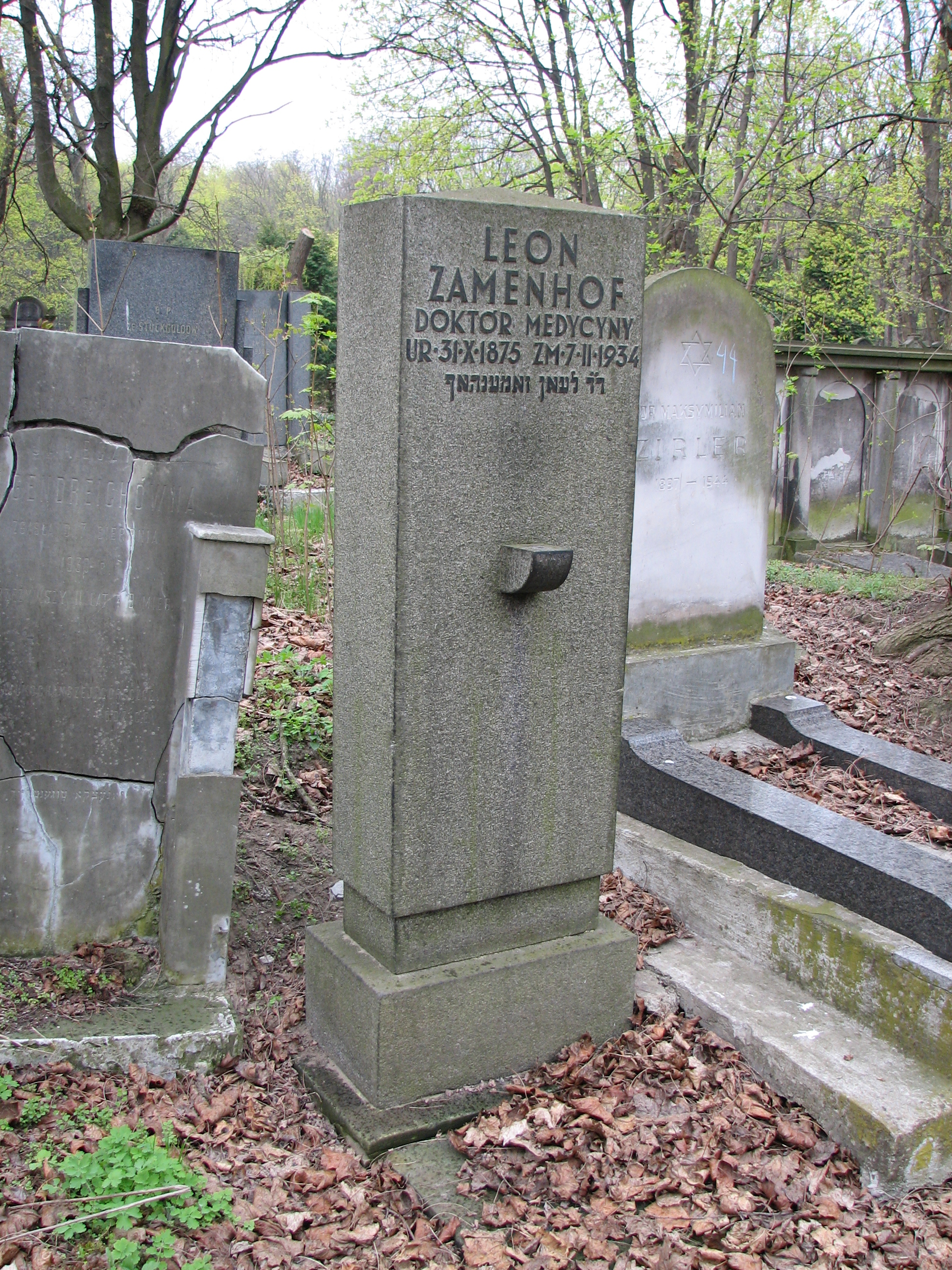
Tomba di Leone Zamenhof